# アバ県
アバ県（アバけん）は、中華人民共和国四川省アバ・チベット族チャン族自治州に位置する県。県政府所在地は阿壩鎮にある。
チベット語の発音に由来する「ガパ （rnga ba, ンガバ）」あるいは「ガワ（ngawa）」と表記されることもあり、これらは「収穫」の意味を持つチベット語である。中国語表記の「阿壩」はその音写であり、日本で主に使用されている「アバ」は漢字表記の日本語の音読みである。

## 歴史
アバ地区に初めて行政区画が設置されたのは、唐初に剣南道に設置された168の羈穈州にさかのぼる。アバ地区は権州都督府の管轄とされた。638年（貞観12年）、吐蕃のソンツェン・ガンポが大軍を率いて松州に至り文成公主を迎えてからは、アバ地区は吐蕃の支配下に置かれている。元代になると土官制が採用され、地方官である土官は世襲されることとなった。明朝が成立すると潘州衛の管轄とされ、永楽年間には上中下阿壩が松潘衛の管轄となり三阿壩と称された。
清代になると康熙年間に松潘庁が設置され、アバ地区を管轄した。1912年（民国元年）、中華民国が成立すると松潘県の管轄とあり、11大部落、37小部落が形成され、阿壩の名称で称されるようになった。
1951年、国共内戦の結果中華人民共和国の行政権が及ぶようになると、12月に県級のアバ・チベット族自治区（阿壩蔵族自治区）人民政府が設置された。1954年1月、西南行政委員会は県の設置を認可、アバ県が成立した。
1952年にはアバ郵電局が、1988年10月には電話回線の敷設が行われている。
1987年10月にチベット仏教ゲルク派寺院であるキルティ寺にて大仏塔再建竣工式が開催された。
2008年3月に起こったチベット騒乱ではアバ市街でも大規模な抗議行動が発生、23名の死亡が「確認」された（3・16アバ事件）。2009年2月にはキルティ寺の僧が焼身自殺を行い、2011年3月、2012年1月にも同じくキルティ寺の僧が焼身自殺を図った。

## 行政区画
下部に6鎮、9郷を管轄する
- 鎮:阿壩鎮、賈洛鎮、麦爾瑪鎮、河支鎮、各莫鎮、安羌鎮
- 郷:麦昆郷、竜蔵郷、求吉瑪郷、四窪郷、安斗郷、柯河郷、垮沙郷、査理郷、茸安郷

## 交通

### 道路
中華人民共和国成立以前の交通は前近代的な隘路と牛馬による運送に頼る状況であった。1955年11月、中国政府は3万人の労働力を投入し、157名の犠牲を出しながら、最初の近代的な道路として建設した成阿公路開通を嚆矢に省道2本、県道3本を初め650キロメートルに及ぶ道路網が建設されている。またその後南京からG347国道が青海省海西モンゴル族チベット族自治州デリンハ市までアバ県を経由し開通し、現代ではそのルートに平行し徳康高速道路（G0615）が開通している。

### 空港
- アバ紅原空港（阿坝红原机场）：空港コードはAHJ（IATA）、ZUHY（ICAO）。阿壩鎮から48km南西に位置している。2014年8月に開港[8]。標高3535m位置する[9]。成都、ラサ、温州から中国国際航空が乗り入れている。

## 経済
アバ県の経済は遊牧業、農業、林業が主体となっている。中華人民共和国成立後はそれまでの原始的な遊牧業、農業の近代化が推進され、機械化、品種改良が行われるとともに獣医育成が推進された。1960年代から1970年代にかけては大規模農園や林場が設置されたが、文化大革命の影響により生産は停滞、1982年から採用された請負制により生産効率の向上が図られている。

## 文化
アバ県にはチベット仏教の寺院（ゴンパとも）が42か所あり、ゲルク派、サキャ派、カギュ派、ニンマ派、ボン教の五大宗派が共存している。多様な宗派の寺院が同一地域に集中して存在していることから、「チベット仏教文化の博覧園」とも称されている。地理的にも文化的にも、アバ県はチベット仏教の聖地の一つとして、巡礼者や研究者にとって重要な場所となっている。またこの地域には回族やサラール族のイスラム社会も点在しており、モスクなども見られる。
- キルティ寺（格尔登寺）：チベット仏教ゲルク派寺院。アバ県最大規模の寺院。高さ39mの白い大仏塔がある。座主はキルティ・リンポチェと呼ばれ、キルティ11世はダラムサラに亡命中である。
- チャリ寺（査理寺）：査理郷にあるチベット仏教ゲルク派寺院。1823年創建。

## 教育
現在県内には下記教育機関が設置されている
- 完全中学 : 1校
- チベット初級中学 : 1校
- 小学校 : 66校
- 幼稚園 : 2箇所

## 健康・医療・衛生
- アバ県人民医院